# Circoscrizione Veneto 2
La circoscrizione Veneto 2 è una circoscrizione elettorale italiana per l'elezione della Camera dei deputati.

## Storia e territorio
La circoscrizione venne istituita dalla legge Mattarella (legge 4 agosto 1993, n. 277) con il nome originario di circoscrizione VII Veneto 1, sostituendo la precedente circoscrizione Verona-Padova-Vicenza-Rovigo (o collegio di Verona) in vigore per tutte le elezioni politiche in Italia dal 1948 al 1992. Fu confermata nelle successive legge Calderoli (legge 21 dicembre 2005, n. 270) e legge Rosato (legge 3 novembre 2017, n. 165), con la quale ha assunto la nuova denominazione Veneto 2.
Il territorio della circoscrizione coincide alle 4 province di Padova, Rovigo Verona e Vicenza, quindi alla porzione sud-occidentale della regione Veneto.

## Territorio
Il territorio della circoscrizione coincide con le province di Verona, Padova, Vicenza e Rovigo per un totale di 373 comuni, una superficie di 9.775 km² ed una popolazione di 2.943.164 abitanti.

## Dal 1993 al 2005
Con la legge elettorale Mattarella, alla circoscrizione originariamente identificata come Veneto 1 spettavano 29 seggi, di cui 22 eletti con collegi uninominali a turno unico e 7 eletti con sistema proporzionale.
L'attribuzione dei primi 22 seggi avveniva in base ad un sistema maggioritario a turno unico plurality: veniva eletto parlamentare il candidato che avesse riportato la maggioranza relativa dei suffragi nel collegio. I rimanenti 7 seggi erano invece assegnati con un metodo proporzionale. Pertanto l'elettore godeva di una scheda elettorale separata per l'attribuzione dei seggi residui, a cui accedevano solo i partiti che avessero superato la soglia di sbarramento nazionale del 4%. Il calcolo dei seggi spettanti a ciascuna lista veniva effettuata nel collegio unico nazionale mediante il metodo Hare dei quozienti naturali e dei più alti resti; tali seggi venivano poi ripartiti, in ragione delle percentuali delle singole liste a livello locale, fra le 26 circoscrizioni plurinominali in cui era suddiviso il territorio nazionale, e all'interno delle quali i singoli candidati - che potevano corrispondere a quelli presentatisi nei collegi uninominali - venivano proposti in un sistema di liste bloccate senza possibilità di preferenze. Il meccanismo era però integrato dal metodo dello scorporo, volto a dar compensazione ai partiti minori fortemente danneggiati dall'uninominale: successivamente alla determinazione della soglia di sbarramento, ma antecedentemente al riparto dei seggi, alle singole liste venivano decurtati tanti voti quanti ne erano serviti a far eleggere i vincitori nell'uninominale - cioè i voti del secondo classificato più uno - i quali erano obbligati a collegarsi ad una lista circoscrizionale.

### Collegi uninominali
| Mappa | Collegio                       | Comuni |
| ----- | ------------------------------ | --- |
|       | 1. Verona Ovest                | - Parte occidentale e meridionale di Verona |
|       | 2. Verona Est                  | - Centro e parte orientale di Verona |
|       | 3. Bussolengo                  | - Affi - Bardolino - Brenzone - Bussolengo - Brentino Belluno - Caprino Veronese - Castelnuovo del Garda - Cavaion Veronese - Costermano - Dolcè - Ferrara di Monte Baldo - Garda - Lazise - Malcesine - Pastrengo - Pescantina - Peschiera del Garda - Rivoli Veronese - Sant'Ambrogio di Valpolicella - San Zeno di Montagna - Sona - Torri del Benaco                                                                                               |
|       | 4. San Martino Buon Albergo    | - Badia Calavena - Bosco Chiesanuova - Cazzano di Tramigna - Cerro Veronese - Erbezzo - Fumane - Grezzana - Illasi - Lavagno - Marano di Valpolicella - Mezzane di Sotto - Montecchia di Crosara - Monteforte d'Alpone - Negrar - Roncà - Roverè Veronese - San Giovanni Ilarione - San Martino Buon Albergo - San Mauro di Saline - San Pietro in Cariano - Sant'Anna d'Alfaedo - Selva di Progno - Soave - Tregnago - Velo Veronese - Vestenanova    |
|       | 5. San Giovanni Lupatoto       | - Albaredo d'Adige - Arcole - Belfiore - Buttapietra - Caldiero - Cologna Veneta - Colognola ai Colli - Isola Rizza - Oppeano - Palù - Pressana - Ronco all'Adige - Roveredo di Guà - San Bonifacio - San Giovanni Lupatoto - Veronella - Zevio - Zimella |
|       | 6. Villafranca di Verona       | - Bovolone - Castel d'Azzano - Concamarise - Erbè - Isola della Scala - Mozzecane - Nogarole Rocca - Povegliano Veronese - Salizzole - Sommacampagna - Trevenzuolo - Valeggio sul Mincio - Vigasio - Villafranca di Verona |
|       | 7. Legnago                     | - Angiari - Bergantino - Bevilacqua - Bonavigo - Boschi Sant'Anna - Casaleone - Castagnaro - Castelmassa - Castelnovo Bariano - Cerea - Gazzo Veronese - Legnago - Melara - Minerbe - Nogara - Roverchiara - San Pietro di Morubio - Sanguinetto - Sorgà - Terrazzo - Villa Bartolomea |
|       | 8. Vicenza                     | - Costabissara - Isola Vicentina - Monticello Conte Otto - Vicenza |
|       | 9. Bassano del Grappa          | - Bassano del Grappa - Campolongo sul Brenta - Cartigliano - Cassola - Cismon del Grappa - Marostica - Mussolente - Nove - Pianezze - Pove del Grappa - Romano d'Ezzelino - Rosà - Rossano Veneto - San Nazario - Solagna - Tezze sul Brenta - Valstagna |
|       | 10. Thiene                     | - Arsiero - Asiago - Breganze - Caltrano - Calvene - Carrè - Chiuppano - Cogollo del Cengio - Conco - Enego - Fara Vicentino - Foza - Gallio - Laghi - Lastebasse - Lugo di Vicenza - Lusiana - Marano Vicentino - Mason Vicentino - Molvena - Montecchio Precalcino - Pedemonte - Piovene Rocchette - Posina - Roana - Rotzo - Salcedo - Sarcedo - Schiavon - Thiene - Tonezza del Cimone - Valdastico - Velo d'Astico - Villaverla - Zanè - Zugliano |
|       | 11. Arzignano                  | - Alonte - Altavilla Vicentina - Altissimo - Arzignano - Brendola - Chiampo - Creazzo - Crespadoro - Gambellara - Gambugliano - Grancona - Lonigo - Montebello Vicentino - Montecchio Maggiore - Monteviale - Montorso Vicentino - Nogarole Vicentino - Orgiano - San Germano dei Berici - San Pietro Mussolino - Sarego - Sovizzo - Zermeghedo |
|       | 12. Schio                      | - Brogliano - Castelgomberto - Cornedo Vicentino - Malo - Monte di Malo - Recoaro Terme - San Vito di Leguzzano - Santorso - Schio - Torrebelvicino - Trissino - Valdagno - Valli del Pasubio |
|       | 13. Dueville                   | - Agugliaro - Albettone - Arcugnano - Asigliano Veneto - Barbarano Vicentino - Bolzano Vicentino - Bressanvido - Caldogno - Camisano Vicentino - Campiglia dei Berici - Castegnero - Dueville - Grisignano di Zocco - Grumolo delle Abbadesse - Longare - Montegalda - Montegaldella - Mossano - Nanto - Noventa Vicentina - Pojana Maggiore - Pozzoleone - Quinto Vicentino - Sandrigo - Sossano - Torri di Quartesolo - Villaga - Zovencedo          |
|       | 14. Padova - Selvazzano Dentro | - Parte di Padova - Rubano - Selvazzano Dentro |
|       | 15. Padova centro storico      | - Parte di Padova |
|       | 16. Este                       | - Baone - Barbona - Carceri - Casale di Scodosia - Castelbaldo - Este - Granze - Masi - Megliadino San Fidenzio - Megliadino San Vitale - Merlara - Monselice - Montagnana - Ospedaletto Euganeo - Pernumia - Piacenza d'Adige - Ponso - Pozzonovo - Saletto - San Pietro Viminario - Santa Margherita d'Adige - Sant'Elena - Sant'Urbano - Solesino - Stanghella - Urbana - Vescovana - Vighizzolo d'Este - Villa Estense                             |
|       | 17. Piove di Sacco             | - Agna - Anguillara Veneta - Arre - Arzergrande - Bagnoli di Sopra - Boara Pisani - Bovolenta - Brugine - Candiana - Cartura - Codevigo - Conselve - Correzzola - Legnaro - Piove di Sacco - Polverara - Ponte San Nicolò - Pontelongo - Sant'Angelo di Piove di Sacco - Saonara - Terrassa Padovana - Tribano |
|       | 18. Albignasego                | - Abano Terme - Albignasego - Arquà Petrarca - Battaglia Terme - Casalserugo - Cervarese Santa Croce - Cinto Euganeo - Due Carrare - Galzignano Terme - Lozzo Atestino - Maserà di Padova - Montegrotto Terme - Rovolon - Saccolongo - Teolo - Torreglia - Vo' |
|       | 19. Cittadella                 | - Campo San Martino - Campodoro - Carmignano di Brenta - Cittadella - Curtarolo - Fontaniva - Galliera Veneta - Gazzo - Grantorto - Limena - Mestrino - Piazzola sul Brenta - San Giorgio in Bosco - San Martino di Lupari - San Pietro in Gu - Tombolo - Veggiano - Villafranca Padovana |
|       | 20. Vigonza                    | - Borgoricco - Cadoneghe - Campodarsego - Camposampiero - Loreggia - Massanzago - Noventa Padovana - Piombino Dese - San Giorgio delle Pertiche - Santa Giustina in Colle - Trebaseleghe - Vigodarzere - Vigonza - Villa del Conte - Villanova di Camposampiero |
|       | 21. Rovigo                     | - Badia Polesine - Bagnolo di Po - Calto - Canda - Castelguglielmo - Ceneselli - Costa di Rovigo - Ficarolo - Fiesso Umbertiano - Fratta Polesine - Gaiba - Giacciano con Baruchella - Lendinara - Lusia - Pincara - Rovigo - Salara - San Bellino - Stienta - Trecenta - Villanova del Ghebbo |
|       | 22. Adria                      | - Adria - Ariano nel Polesine - Arquà Polesine - Bosaro - Canaro - Ceregnano - Corbola - Crespino - Frassinelle Polesine - Gavello - Guarda Veneta - Loreo - Occhiobello - Papozze - Pettorazza Grimani - Polesella - Pontecchio Polesine - Porto Tolle - Porto Viro - Rosolina - San Martino di Venezze - Taglio di Po - Villadose - Villamarzana - Villanova Marchesana                                                                              |

### XII legislatura

#### Risultati elettorali
| Coalizioni                          | Liste                               | Proporzionale | Proporzionale | Proporzionale | Maggioritario | Maggioritario | Maggioritario |
| Coalizioni                          | Liste                               | Voti          | %             | Seggi         | Voti          | %             | Seggi         |
| ----------------------------------- | ----------------------------------- | ------------- | ------------- | ------------- | ------------- | ------------- | ------------- |
| Polo delle Libertà                  | Forza Italia                        | 445.576       | 23,19         | 1             | 920.716       | 48,12         | 22            |
| Polo delle Libertà                  | Lega Nord                           | 399.481       | 20,80         | 1             | 920.716       | 48,12         | 22            |
| Progressisti                        | Partito Democratico della Sinistra  | 208.083       | 10,83         | 1             | 395.313       | 20,70         | -             |
| Progressisti                        | Rifondazione Comunista              | 75.396        | 3,92          | 1             | 395.313       | 20,70         | -             |
| Progressisti                        | Federazione dei Verdi               | 66.290        | 3,45          | -             | 395.313       | 20,70         | -             |
| Progressisti                        | Alleanza Democratica                | 25.288        | 1,32          | -             | 395.313       | 20,70         | -             |
| Progressisti                        | Partito Socialista Italiano         | 24.359        | 1,27          | -             | 395.313       | 20,70         | -             |
| Patto per l'Italia                  | Partito Popolare Italiano           | 290.720       | 15,13         | 2             | 389.752       | 20,41         | -             |
| Patto per l'Italia                  | Patto Segni                         | 151.420       | 7,88          | 1             | 389.752       | 20,41         | -             |
| Alleanza Nazionale                  | Alleanza Nazionale                  | 160.079       | 8,33          | 1             | 163.929       | 8,58          | -             |
| Lega Autonomia Veneta               | Lega Autonomia Veneta               | 54.962        | 2,86          | -             | 21.595        | 1,13          | -             |
| Iniziativa dei Popolari Democratici | Iniziativa dei Popolari Democratici | 11.247        | 0,59          | -             | 13.255        | 0,69          | -             |
| Partito della Legge Naturale        | Partito della Legge Naturale        | 8.119         | 0,42          | -             | 5.109         | 0,27          | -             |
| Totale                              | Totale                              | 1.921.020     |               | 8             | 1.909.669     |               | 22            |

#### Eletti

##### Parte proporzionale
| Forza Italia      | Lega Nord         | Partito Popolare Italiano   | Partito Democratico della Sinistra | Alleanza Nazionale | Patto Segni         | Rifondazione Comunista |
| ----------------- | ----------------- | --------------------------- | ---------------------------------- | ------------------ | ------------------- | ---------------------- |
|                   |                   |                             |                                    |                    |                     |                        |
| - Giancarlo Galan | - Diana Battaggia | - Giovanni Zen - Rosy Bindi | - Mariangela Gritta Grainer        | - Nicola Pasetto   | - Elisa Pozza Tasca | - Tiziana Valpiana     |

##### Parte maggioritaria
Eletti nel Polo delle Libertà (FI -LN)
| Collegio                 | Deputato | Deputato               | Partito        |
| ------------------------ | -------- | ---------------------- | -------------- |
| Verona Ovest             |          | Alfredo Meocci         | CCD            |
| Verona Est               |          | Enzo Flego             | LN             |
| Bussolengo               |          | Ettore Peretti         | CCD            |
| San Martino Buon Albergo |          | Mauro Bonato           | LN             |
| San Giovanni Lupatoto    |          | Stefano Signorini      | LN             |
| Villafranca di Verona    |          | Antonio Piva           | FI             |
| Legnago                  |          | Danilo Montanari       | LN             |
| Vicenza                  |          | Enrico Hüllweck        | LN             |
| Bassano del Grappa       |          | Antonio Magnabosco     | LN             |
| Thiene                   |          | Romano Filippi         | LN             |
| Arzignano                |          | Alberto Lembo          | LN             |
| Schio                    |          | Mario Bortoloso        | FI             |
| Dueville                 |          | Antonio Pasinato       | CCD            |
| Padova-Selvazzano Dentro |          | Emma Bonino            | Lista Pannella |
| Padova-Selvazzano Dentro |          | Giovanni Saonara       | Ind. Ulivo     |
| Padova-Centro Storico    |          | Mariella Mazzetto      | LN             |
| Este                     |          | Giorgio Vido           | LN             |
| Piove di Sacco           |          | Vittorio Aliprandi     | LN             |
| Albignasego              |          | Riccardo Perale        | FI             |
| Cittadella               |          | Flavio Rodeghiero      | LN             |
| Vigonza                  |          | Giuseppe Calderisi     | Lista Pannella |
| Rovigo                   |          | Vanni Tonizzo          | LN             |
| Adria                    |          | Luca Azzano Cantarutti | LN             |

1. ↑  Il 22 giugno 1995 si dimette optando per la carica di Presidente della Regione Veneto. Gli subentra Ombretta Colli.
2. ↑  Il 24 gennaio 1995 si dimette.
3. ↑  Dall'11 aprile 1995 in seguito a elezioni suppletive.

### XIII legislatura

#### Risultati elettorali
| Coalizioni                      | Liste                              | Proporzionale | Proporzionale | Proporzionale | Maggioritario | Maggioritario | Maggioritario |
| Coalizioni                      | Liste                              | Voti          | %             | Seggi         | Voti          | %             | Seggi         |
| ------------------------------- | ---------------------------------- | ------------- | ------------- | ------------- | ------------- | ------------- | ------------- |
| Polo per le Libertà             | Forza Italia                       | 307.955       | 16,24         | 1             | 624.081       | 33,16         | 6             |
| Polo per le Libertà             | Alleanza Nazionale                 | 246.532       | 13,00         | 1             | 624.081       | 33,16         | 6             |
| Polo per le Libertà             | CCD-CDU                            | 111.857       | 5,90          | 1             | 624.081       | 33,16         | 6             |
| L'Ulivo - Lega Autonomia Veneta | Partito Democratico della Sinistra | 208.697       | 11,00         | 1             | 594.804       | 31,60         | 8             |
| L'Ulivo - Lega Autonomia Veneta | Popolari per Prodi                 | 171.491       | 9,04          | 1             | 594.804       | 31,60         | 8             |
| L'Ulivo - Lega Autonomia Veneta | Rinnovamento Italiano              | 95.847        | 5,05          | -             | 594.804       | 31,60         | 8             |
| L'Ulivo - Lega Autonomia Veneta | Federazione dei Verdi              | 42.840        | 2,86          | -             | 594.804       | 31,60         | 8             |
| Lega Nord                       | Lega Nord                          | 510.175       | 26,90         | 2             | 598.736       | 31,81         | 8             |
| Progressisti                    | Rifondazione Comunista             | 88.163        | 4,65          | 1             | 30.061        | 1,60          | -             |
| Unione Nord Est                 | Unione Nord Est                    | 63.934        | 3,37          | -             | 9.669         | 0,51          | -             |
| Lista Pannella-Sgarbi           | Lista Pannella-Sgarbi              | 29.942        | 1,58          | -             | 2.030         | 0,11          | -             |
| Fiamma Tricolore                | Fiamma Tricolore                   | 9.780         | 0,52          | -             | 4.459         | 0,24          | -             |
| Mani Pulite                     | Mani Pulite                        | 9.490         | 0,50          | -             | 11.605        | 0,62          | -             |
| Solidarietà Veneta              | Solidarietà Veneta                 | N.D.          | N.D.          | N.D.          | 2.655         | 0,14          | -             |
| Lega Italiana Federalista       | Lega Italiana Federalista          | N.D.          | N.D.          | N.D.          | 2.268         | 0,12          | -             |
| Partito Federalista             | Partito Federalista                | N.D.          | N.D.          | N.D.          | 1.744         | 0,09          | -             |
| Totale                          | Totale                             | 1.896.703     |               | 8             | 1.882.112     |               | 22            |

#### Eletti

##### Parte proporzionale
| Lega Nord                              | Forza Italia      | Alleanza Nazionale | Partito Democratico della Sinistra | Popolari per Prodi   | CCD-CDU        | Rinnovamento Italiano | Rifondazione Comunista |
| -------------------------------------- | ----------------- | ------------------ | ---------------------------------- | -------------------- | -------------- | --------------------- | ---------------------- |
|                                        |                   |                    |                                    |                      |                |                       |                        |
| - Stefano Stefani - Umberto Chincarini | - Antonio Marzano | - Nicola Pasetto   | - Pietro Folena                    | - Gianclaudio Bressa | - Mauro Fabris |                       | - Tiziana Valpiana     |

##### Parte maggioritaria
Eletti nel Polo per le Libertà (FI - AN - CCD-CDU)
     Eletti nella Lega Nord
     Eletti nell'Ulivo (PDS - P-S-P-U-P - RI - FdV)
| Collegio                 | Deputato | Deputato                  | Partito                  |
| ------------------------ | -------- | ------------------------- | ------------------------ |
| Verona Ovest             |          | Pieralfonso Fratta Pasini | FI                       |
| Verona Est               |          | Alberto Giorgetti         | AN                       |
| Bussolengo               |          | Ettore Peretti            | CCD (CCD-CDU)            |
| San Martino Buon Albergo |          | Luca Bagliani             | LN                       |
| San Giovanni Lupatoto    |          | Stefano Signorini         | LN                       |
| Villafranca di Verona    |          | Antonio Piva              | FI                       |
| Legnago                  |          | Aventino Frau             | FI                       |
| Vicenza                  |          | Tiziano Treu              | RI                       |
| Bassano del Grappa       |          | Fiorenzo Dalla Rosa       | LN                       |
| Thiene                   |          | Daniele Apolloni          | LN                       |
| Arzignano                |          | Alberto Lembo             | LN                       |
| Schio                    |          | Carlo Fongaro             | LN                       |
| Dueville                 |          | Luigino Vascon            | LN                       |
| Padova-Selvazzano Dentro |          | Gianantonio Mazzocchin    | Patto Segni (RI)         |
| Padova-Centro Storico    |          | Piero Ruzzante            | PDS                      |
| Este                     |          | Sergio Manzato            | PDS                      |
| Piove di Sacco           |          | Giovanni Saonara          | PPI (Popolari per Prodi) |
| Albignasego              |          | Luisa Debiasio Calimani   | PDS                      |
| Cittadella               |          | Flavio Rodeghiero         | LN                       |
| Vigonza                  |          | Dino Scantamburlo         | PPI (Popolari per Prodi) |
| Rovigo                   |          | Gabriele Frigato          | PPI (Popolari per Prodi) |
| Adria                    |          | Demetrio Errigo           | FI                       |

1. ↑  IL 29 marzo 1997 il deputato Pasetto è deceduto, gli subentra il 2 aprile 1997 Filippo Ascierto.

### XIV legislatura

#### Risultati elettorali
| Coalizioni             | Liste                   | Proporzionale | Proporzionale | Proporzionale | Maggioritario | Maggioritario | Maggioritario |
| Coalizioni             | Liste                   | Voti          | %             | Seggi         | Voti          | %             | Seggi         |
| ---------------------- | ----------------------- | ------------- | ------------- | ------------- | ------------- | ------------- | ------------- |
| Casa delle Libertà     | Forza Italia            | 618.806       | 33,47         | 3             | 888.533       | 47,95         | 20            |
| Casa delle Libertà     | Lega Nord               | 178.601       | 9,66          | -             | 888.533       | 47,95         | 20            |
| Casa delle Libertà     | Alleanza Nazionale      | 166.295       | 8,99          | 1             | 888.533       | 47,95         | 20            |
| Casa delle Libertà     | CCD-CDU                 | 61.191        | 3,31          | -             | 888.533       | 47,95         | 20            |
| Casa delle Libertà     | Nuovo PSI               | 15.021        | 0,81          | -             | 888.533       | 47,95         | 20            |
| L'Ulivo                | La Margherita           | 267.076       | 14,45         | 2             | 635.681       | 34,31         | 2             |
| L'Ulivo                | Democratici di Sinistra | 189.045       | 10,23         | 1             | 635.681       | 34,31         | 2             |
| L'Ulivo                | Il Girasole             | 39.524        | 2,14          | -             | 635.681       | 34,31         | 2             |
| L'Ulivo                | Comunisti Italiani      | 20.599        | 1,11          | -             | 635.681       | 34,31         | 2             |
| Italia dei Valori      | Italia dei Valori       | 83.767        | 4,53          | -             | 84.501        | 4,56          | -             |
| Rifondazione Comunista | Rifondazione Comunista  | 63.622        | 3,44          | 1             | N.D.          | N.D.          | N.D.          |
| Lista Emma Bonino      | Lista Emma Bonino       | 48.363        | 2,62          | -             | 24.745        | 1,34          | -             |
| Liga Fronte Veneto     | Liga Fronte Veneto      | 44.173        | 2,39          | -             | 112.219       | 6,06          | -             |
| Democrazia Europea     | Democrazia Europea      | 41.001        | 2,22          | -             | 74.725        | 4,03          | -             |
| Forza Nuova            | Forza Nuova             | 10.048        | 0,54          | -             | 6.294         | 0,34          | -             |
| Abolizione Scorporo    | Abolizione Scorporo     | 1.631         | 0,09          | -             | N.D.          | N.D.          | N.D.          |
| La Bassa in Parlamento | La Bassa in Parlamento  | N.D.          | N.D.          | N.D.          | 26.151        | 1,41          | -             |
| Totale                 | Totale                  | 1.848.763     |               | 8             | 1.852.849     |               | 22            |

#### Eletti

##### Parte proporzionale
| Forza Italia                                        | La Margherita                       | Democratici di Sinistra | Alleanza Nazionale | Rifondazione Comunista |
| --------------------------------------------------- | ----------------------------------- | ----------------------- | ------------------ | ---------------------- |
|                                                     |                                     |                         |                    |                        |
| - Giulio Tremonti - Massimo Ferro - Vittorio Sgarbi | - Gabriele Frigato - Andrea Colasio | - Osvalda Trupia        | - Adolfo Urso      | - Tiziana Valpiana     |

##### Parte maggioritaria
Eletti nella Casa delle Libertà (FI - AN - LN - CCD-CDU)
     Eletti nell'Ulivo (DS - DL - Girasole - PdCI)
| Collegio                 | Deputato | Deputato                  | Partito        |
| ------------------------ | -------- | ------------------------- | -------------- |
| Verona Ovest             |          | Pieralfonso Fratta Pasini | FI             |
| Verona Est               |          | Alberto Giorgetti         | AN             |
| Bussolengo               |          | Aldo Brancher             | FI             |
| San Martino Buon Albergo |          | Ettore Peretti            | CCD (CCD-CDU)  |
| San Giovanni Lupatoto    |          | Francesca Martini         | LN             |
| Villafranca di Verona    |          | Federico Bricolo          | LN             |
| Legnago                  |          | Anna Maria Leone          | CDU (CCD-CDU)  |
| Vicenza                  |          | Stefano Stefani           | LN             |
| Bassano del Grappa       |          | Giovanni Didonè           | LN             |
| Thiene                   |          | Pierantonio Zanettin      | FI             |
| Arzignano                |          | Andrea Orsini             | FI             |
| Schio                    |          | Giorgio Conte             | AN             |
| Dueville                 |          | Luigino Vascon            | LN             |
| Padova-Selvazzano Dentro |          | Maurizio Saia             | AN             |
| Padova-Centro Storico    |          | Piero Ruzzante            | DS             |
| Este                     |          | Niccolò Ghedini           | FI             |
| Piove di Sacco           |          | Filippo Ascierto          | AN             |
| Albignasego              |          | Lorena Milanato           | FI             |
| Cittadella               |          | Flavio Rodeghiero         | LN             |
| Vigonza                  |          | Marino Zorzato            | FI             |
| Rovigo                   |          | Luca Bellotti             | AN             |
| Adria                    |          | Franco Grotto             | SDI (Girasole) |

## Dal 2005 al 2017
Con la legge elettorale Calderoli, alla circoscrizione Veneto 2 spettano 31 seggi eletti con sistema proporzionale.
Nel 2006 e nel 2008 la circoscrizione ha eletto 30 deputati ma a seguito del censimento del 2011 la circoscrizione ha guadagnato un rappresentante arrivando ad eleggere 31 deputati dal 2013.
Il sistema di assegnazione dei seggi avviene a seguito della attribuzione, nel collegio elettorale unico (escluso quindi la Circoscrizione Estero), di un premio di maggioranza di 340 seggi alla coalizione vincente a livello nazionale (con soglie di sbarramento, limitazioni ecc.) e la successiva suddivisione dei seggi guadagnati da ogni lista fra le varie circoscrizioni, in proporzione ai voti ottenuti da ogni lista locale.
Nel compiere tale riparto, essendo fisso ed immutabile il numero totale di seggi assegnati ad ogni lista, può verificarsi la necessità di variare il numero di seggi originariamente attribuiti alle singole circoscrizioni elettorali.

### XV legislatura

#### Risultati elettorali
|                               | Forza Italia                                      | 470 189   | 24,47 | 7  |  |  |  |  |  |
|                               | Alleanza Nazionale                                | 229 367   | 11,94 | 3  |  |  |  |  |  |
|                               | Lega Nord – MPA                                   | 222 168   | 11,56 | 3  |  |  |  |  |  |
|                               | Unione dei Democratici Cristiani e di Centro      | 164 172   | 8,54  | 3  |  |  |  |  |  |
|                               | Alternativa Sociale                               | 12 884    | 0,67  | –  |  |  |  |  |  |
|                               | Fiamma Tricolore                                  | 10 348    | 0,54  | –  |  |  |  |  |  |
|                               | Democrazia Cristiana per le Autonomie – Nuovo PSI | 7 618     | 0,40  | –  |  |  |  |  |  |
|                               | Pensionati Uniti                                  | 5 723     | 0,30  | –  |  |  |  |  |  |
|                               | Ecologisti Democratici                            | 2 909     | 0,15  | –  |  |  |  |  |  |
|                               | No Euro                                           | 2 276     | 0,12  | –  |  |  |  |  |  |
|                               | Sos Italia                                        | 1 318     | 0,07  | –  |  |  |  |  |  |
|                               | Totale coalizione                                 | 1 128 972 | 58,76 | 16 |  |  |  |  |  |
|                               | L'Ulivo                                           | 501 999   | 26,13 | 9  |  |  |  |  |  |
|                               | Partito della Rifondazione Comunista              | 65 629    | 3,42  | 1  |  |  |  |  |  |
|                               | Italia dei Valori                                 | 40 252    | 2,10  | 1  |  |  |  |  |  |
|                               | Rosa nel Pugno                                    | 39 340    | 2,05  | 1  |  |  |  |  |  |
|                               | Federazione dei Verdi                             | 32 303    | 1,68  | 1  |  |  |  |  |  |
|                               | Partito dei Comunisti Italiani                    | 26 182    | 1,36  | –  |  |  |  |  |  |
|                               | Liga Fronte Veneto                                | 14 927    | 0,78  | –  |  |  |  |  |  |
|                               | Partito Pensionati                                | 12 369    | 0,64  | –  |  |  |  |  |  |
|                               | Popolari UDEUR                                    | 10 494    | 0,55  | –  |  |  |  |  |  |
|                               | I Socialisti                                      | 3 801     | 0,20  | –  |  |  |  |  |  |
|                               | Totale coalizione                                 | 747 296   | 38,90 | 13 |  |  |  |  |  |
|                               | Progetto NordEst                                  | 37 837    | 1,97  | –  |  |  |  |  |  |
|                               | Movimento Triveneto                               | 4 518     | 0,24  | –  |  |  |  |  |  |
|                               | Solidarietà                                       | 2 663     | 0,14  | –  |  |  |  |  |  |
| Totale                        | Totale                                            | 1 921 286 | 100   | 29 |  |  |  |  |  |
|                               |                                                   |           |       |    |  |  |  |  |  |
| Voti non validi               | Voti non validi                                   | 44 424    | 2,26  |    |  |  |  |  |  |
| Votanti                       | Votanti                                           | 1 965 710 | 88,70 |    |  |  |  |  |  |
| Elettori                      | Elettori                                          | 2 216 091 |       |    |  |  |  |  |  |
|                               |                                                   |           |       |    |  |  |  |  |  |
| Fonte: Ministero dell'interno |                                                   |           |       |    |  |  |  |  |  |

#### Eletti
| Forza Italia | Alleanza Nazionale | Lega Nord - MPA                                                       | Unione dei Democratici Cristiani e di Centro                                                                                    |
| --- | --- | --------------------------------------------------------------------- | --- |
| | |                                                                       | |
| - → Silvio Berlusconi - → Giulio Tremonti - Aldo Brancher - Francesco De Luca - Pieralfonso Fratta Pasini - Marino Zorzato - Lorena Milanato - Giuseppe Fini - Giustina Mistrello Destro | - → Gianfranco Fini - → Adolfo Urso - → Alberto Giorgetti - Giorgio Conte - → Elena Donazzan - Filippo Ascierto - Luca Bellotti | - → Umberto Bossi - Federico Bricolo - Paola Goisis - Alberto Filippi | - → Pier Ferdinando Casini - → Lorenzo Cesa - → Luisa Capitanio Santolini - Luigi D'Agrò - Ettore Peretti - Leonardo Martinello |

| L'Ulivo | Partito della Rifondazione Comunista                                                       | Italia dei Valori                        |
| --- | ------------------------------------------------------------------------------------------ | ---------------------------------------- |
| |                                                                                            |                                          |
| - → Romano Prodi - → Francesco Rutelli - → Cesare De Piccoli - Laura Fincato - Alessandro Naccarato - Gabriele Frigato - Osvalda Trupia - Andrea Colasio - Giampaolo Fogliardi - Federico Testa - Fabio Baratella - Sandro Gozi | - → Fausto Bertinotti - Patrizia Sentinelli                                                | - → Antonio Di Pietro - Antonio Borghesi |
| - → Romano Prodi - → Francesco Rutelli - → Cesare De Piccoli - Laura Fincato - Alessandro Naccarato - Gabriele Frigato - Osvalda Trupia - Andrea Colasio - Giampaolo Fogliardi - Federico Testa - Fabio Baratella - Sandro Gozi | Rosa nel Pugno                                                                             | Federazione dei Verdi                    |
| - → Romano Prodi - → Francesco Rutelli - → Cesare De Piccoli - Laura Fincato - Alessandro Naccarato - Gabriele Frigato - Osvalda Trupia - Andrea Colasio - Giampaolo Fogliardi - Federico Testa - Fabio Baratella - Sandro Gozi |                                                                                            |                                          |
| - → Romano Prodi - → Francesco Rutelli - → Cesare De Piccoli - Laura Fincato - Alessandro Naccarato - Gabriele Frigato - Osvalda Trupia - Andrea Colasio - Giampaolo Fogliardi - Federico Testa - Fabio Baratella - Sandro Gozi | - → Enrico Boselli - → Emma Bonino - → Marco Cappato - → Roberto Villetti - Giovanni Crema | - → Gianfranco Bettin - Luana Zanella    |

1. ↑  Opta per la circoscrizione Campania 1
2. ↑  Opta per la circoscrizione Calabria
3. ↑  Opta per la circoscrizione Emilia-Romagna
4. ↑  Opta per la circoscrizione Veneto 2
5. ↑  Opta per la circoscrizione Veneto 2
6. ↑  Opta per la carica di consigliere regionale
7. ↑  Opta per il Parlamento europeo
8. ↑  Opta per la circoscrizione Lombardia 1
9. ↑  Opta per la circoscrizione Lombardia 2
10. ↑  Opta per la circoscrizione Umbria
11. ↑  Opta per la circoscrizione Emilia-Romagna
12. ↑  Opta per la circoscrizione Lazio 1
13. ↑  Opta per la circoscrizione Veneto 2
14. ↑  Opta per la circoscrizione Piemonte 2
15. ↑  Dimissionaria in data 06.06.2006; subentrante: Gino Sperandio
16. ↑  Opta per la circoscrizione Veneto 2
17. ↑  Opta per la circoscrizione Sicilia 2
18. ↑  Opta per la circoscrizione Veneto 2
19. ↑  Opta per la circoscrizione Piemonte 2
20. ↑  Opta per la circoscrizione Sardegna
21. ↑  Opta per la carica di consigliere regionale

### XVI legislatura

#### Risultati elettorali
|                               | Lega Nord                             | 523 568   | 28,16 | 10 |  |  |  |  |  |
|                               | Il Popolo della Libertà               | 503 276   | 27,07 | 9  |  |  |  |  |  |
|                               | Totale coalizione                     | 1 026 844 | 55,24 | 19 |  |  |  |  |  |
|                               | Partito Democratico                   | 475 546   | 25,58 | 8  |  |  |  |  |  |
|                               | Italia dei Valori                     | 72 749    | 3,91  | 1  |  |  |  |  |  |
|                               | Totale coalizione                     | 548 295   | 29,49 | 9  |  |  |  |  |  |
|                               | Unione di Centro                      | 110 800   | 5,96  | 2  |  |  |  |  |  |
|                               | La Sinistra l'Arcobaleno              | 37 146    | 2,00  | –  |  |  |  |  |  |
|                               | La Destra - Fiamma Tricolore          | 36 742    | 1,98  | –  |  |  |  |  |  |
|                               | Liga Veneta Repubblica                | 31 353    | 1,69  | –  |  |  |  |  |  |
|                               | Associazione per la Difesa della Vita | 11 086    | 0,60  | –  |  |  |  |  |  |
|                               | Lista dei Grilli Parlanti             | 10 945    | 0,59  | –  |  |  |  |  |  |
|                               | Partito Socialista                    | 8 895     | 0,48  | –  |  |  |  |  |  |
|                               | Forza Nuova                           | 7 357     | 0,40  | –  |  |  |  |  |  |
|                               | Partito Comunista dei Lavoratori      | 6 932     | 0,37  | –  |  |  |  |  |  |
|                               | Sinistra Critica                      | 6 583     | 0,35  | –  |  |  |  |  |  |
|                               | Per il Bene Comune                    | 6 516     | 0,35  | –  |  |  |  |  |  |
|                               | Partito Liberale Italiano             | 3 873     | 0,21  | –  |  |  |  |  |  |
|                               | Unione Democratica per i Consumatori  | 3 209     | 0,17  | –  |  |  |  |  |  |
|                               | L'Intesa Veneta                       | 2 388     | 0,13  | –  |  |  |  |  |  |
| Totale                        | Totale                                | 1 858 964 | 100   | 30 |  |  |  |  |  |
|                               |                                       |           |       |    |  |  |  |  |  |
| Voti non validi               | Voti non validi                       | 49 938    | 2,62  |    |  |  |  |  |  |
| Votanti                       | Votanti                               | 1 908 902 | 85,88 |    |  |  |  |  |  |
| Elettori                      | Elettori                              | 2 222 833 |       |    |  |  |  |  |  |
|                               |                                       |           |       |    |  |  |  |  |  |
| Fonte: Ministero dell'interno |                                       |           |       |    |  |  |  |  |  |

#### Eletti
| Lega Nord | Il Popolo della Libertà | Partito Democratico | Italia dei Valori                                           | Unione di Centro                                           |
| --- | --- | --- | ----------------------------------------------------------- | ---------------------------------------------------------- |
| | | |                                                             |                                                            |
| - → Umberto Bossi - Stefano Stefani - Matteo Bragantini - Manuela Dal Lago - Francesca Martini - Massimo Bitonci - Paola Goisis - Alessandro Montagnoli - Manuela Lanzarin - Emanuela Munerato - Giovanna Negro | - → Silvio Berlusconi - → Gianfranco Fini - Niccolò Ghedini - Alberto Giorgetti - Aldo Brancher - Francesco De Luca - Filippo Ascierto - Marino Zorzato - Lorena Milanato - Luca Bellotti - Giustina Mistrello Destro | - Massimo Calearo - Alessandro Naccarato - Anna Margherita Miotto - Federica Mogherini - Giampaolo Fogliardi - Gian Pietro Dal Moro - Federico Testa - Daniela Sbrollini | - → Antonio Di Pietro - → Massimo Donadi - Antonio Borghesi | - → Pier Ferdinando Casini - Roberto Rao - Antonio De Poli |

1. ↑  Opta per la circoscrizione Lombardia 1
2. ↑  Opta per la circoscrizione Molise
3. ↑  Opta per la circoscrizione Emilia-Romagna
4. ↑  Cessa dal mandato in data 01.06.2010 (opta per la carica di consigliere regionale); subentrante: Elisabetta Gardini.
Elisabetta Gardini cessa dal mandato in data 09.06.2010 (opta per la carica di europarlamentare); subentrante: Giorgio Conte
5. ↑  Opta per la circoscrizione Molise
6. ↑  Opta per la circoscrizione Veneto 2
7. ↑  Opta per la circoscrizione Liguria

### XVII legislatura

#### Risultati elettorali
|                               | Il Popolo della Libertà       | 344 649   | 19,29 | 5  |  |  |  |  |  |
|                               | Lega Nord                     | 194 033   | 10,86 | 3  |  |  |  |  |  |
|                               | Fratelli d'Italia             | 29 948    | 1,68  | –  |  |  |  |  |  |
|                               | Partito Pensionati            | 14 476    | 0,81  | –  |  |  |  |  |  |
|                               | La Destra                     | 6 371     | 0,36  | –  |  |  |  |  |  |
|                               | Moderati in Rivoluzione       | 3 172     | 0,18  | –  |  |  |  |  |  |
|                               | Totale coalizione             | 592 649   | 33,16 | 8  |  |  |  |  |  |
|                               | Movimento 5 Stelle            | 458 082   | 25,63 | 6  |  |  |  |  |  |
|                               | Partito Democratico           | 363 768   | 20,36 | 13 |  |  |  |  |  |
|                               | Sinistra Ecologia Libertà     | 29 962    | 1,68  | 1  |  |  |  |  |  |
|                               | Centro Democratico            | 3 388     | 0,19  | –  |  |  |  |  |  |
|                               | Totale coalizione             | 397 118   | 22,22 | 14 |  |  |  |  |  |
|                               | Scelta Civica                 | 178 631   | 10,00 | 2  |  |  |  |  |  |
|                               | Unione di Centro              | 29 683    | 1,66  | 1  |  |  |  |  |  |
|                               | Futuro e Libertà per l'Italia | 4 735     | 0,26  | –  |  |  |  |  |  |
|                               | Totale coalizione             | 213 049   | 11,92 | 3  |  |  |  |  |  |
|                               | Fare per Fermare il Declino   | 42 245    | 2,36  | –  |  |  |  |  |  |
|                               | Rivoluzione Civile            | 23 169    | 1,30  | –  |  |  |  |  |  |
|                               | Indipendenza Veneta           | 17 243    | 0,96  | –  |  |  |  |  |  |
|                               | Liga Veneta Repubblica        | 15 838    | 0,89  | –  |  |  |  |  |  |
|                               | Forza Nuova                   | 7 787     | 0,44  | –  |  |  |  |  |  |
|                               | Veneto Stato                  | 6 853     | 0,38  | –  |  |  |  |  |  |
|                               | Io Amo l'Italia               | 6 030     | 0,34  | –  |  |  |  |  |  |
|                               | CasaPound                     | 3 182     | 0,18  | –  |  |  |  |  |  |
|                               | Progetto Nazionale            | 2 870     | 0,16  | –  |  |  |  |  |  |
|                               | Riformisti Italiani           | 952       | 0,05  | –  |  |  |  |  |  |
| Totale                        | Totale                        | 1 787 067 | 100   | 31 |  |  |  |  |  |
|                               |                               |           |       |    |  |  |  |  |  |
| Voti non validi               | Voti non validi               | 56 078    | 3,04  |    |  |  |  |  |  |
| Votanti                       | Votanti                       | 1 843 145 | 82,71 |    |  |  |  |  |  |
| Elettori                      | Elettori                      | 2 228 577 |       |    |  |  |  |  |  |
|                               |                               |           |       |    |  |  |  |  |  |
| Fonte: Ministero dell'interno |                               |           |       |    |  |  |  |  |  |

#### Eletti
| Partito Democratico | Il Popolo della Libertà                                                                | Movimento 5 Stelle |
| --- | -------------------------------------------------------------------------------------- | --- |
| |                                                                                        | |
| - Davide Zoggia - Alessandro Naccarato - Alessandra Moretti - Federico Ginato - Diego Zardini - Giulia Narduolo - Gian Pietro Dal Moro - Diego Crivellari - Daniela Sbrollini - Anna Margherita Miotto - Vincenzo D'Arienzo - Filippo Crimì - Alessia Rotta | - Giancarlo Galan - Alberto Giorgetti - Piero Longo - Lorena Milanato - Catia Polidori | - Francesca Businarolo - Silvia Benedetti - Gessica Rostellato - Marco Brugnerotto - Mattia Fantinati - Tancredi Turco |
| Sinistra Ecologia Libertà | Lega Nord                                                                              | Scelta Civica |
| |                                                                                        | |
| - → Nichi Vendola - Alessandro Zan | - Matteo Bragantini - Filippo Busin - Roberto Caon                                     | - Ilaria Capua - Giuseppe Stefano Quintarelli                                                                          |
| - → Nichi Vendola - Alessandro Zan | - Matteo Bragantini - Filippo Busin - Roberto Caon                                     | Unione di Centro |
| - → Nichi Vendola - Alessandro Zan | - Matteo Bragantini - Filippo Busin - Roberto Caon                                     | |
| - → Nichi Vendola - Alessandro Zan | - Matteo Bragantini - Filippo Busin - Roberto Caon                                     | - Mario Catania |

1. ↑  Cessa dal mandato in data 25.06.2014 (opta per la carica di europarlamentare); subentrante: Vanessa Camani
2. ↑  Cessa dal mandato in data 27.04.2016 (decaduto); subentrante: Dino Secco
3. ↑  Opta per la circoscrizione Puglia
4. ↑  Cessa dal mandato in data 28.09.2016; subentrante: Domenico Menorello

## Dal 2017

### Collegi elettorali

#### Dal 2017 al 2020
Alla circoscrizione sono attribuiti 30 seggi: 11 sono assegnati tramite sistema maggioritario, in altrettanti collegi uninominali; 19 tramite sistema proporzionale, all'interno di tre collegi plurinominali.
| Collegi plurinominali | Collegi plurinominali | Collegi uninominali                                                                          |
| --------------------- | --------------------- | -------------------------------------------------------------------------------------------- |
|                       | Veneto 2 - 01         | - 02 - Padova - 03 - Vigonza - 04 - Abano Terme                                              |
|                       | Veneto 2 - 02         | - 05 - Vicenza - 06 - Bassano del Grappa - 07 - Schio                                        |
|                       | Veneto 2 - 03         | - 01 - Rovigo - 08 - San Bonifacio - 09 - Verona - 10 - Legnago - 11 - Villafranca di Verona |

#### Dal 2020
In seguito alla riforma costituzionale del 2020 in tema di riduzione del numero dei parlamentari, alla circoscrizione sono attribuiti seggi: sono assegnati mediante sistema maggioritario, in altrettanti collegi uninominali; mediante sistema proporzionale, all'interno di tre collegi plurinominali.
| Collegi plurinominali | Collegi plurinominali | Collegi uninominali                                  |
| --------------------- | --------------------- | ---------------------------------------------------- |
|                       | Veneto 2 - 01         | - 01 - Rovigo - 02 - Selvazzano Dentro - 03 - Padova |
|                       | Veneto 2 - 02         | - 04 - Bassano del Grappa - 05 - Vicenza             |
|                       | Veneto 2 - 03         | - 06 - Verona - 07 - Villafranca di Verona           |

### XVIII legislatura

#### Risultati elettorali
|                            | Lega                                | 562 070   | 32,39 | 7  | 849 621   | 48,97 | 11 |  |  |
|                            | Forza Italia                        | 185 929   | 10,72 | 2  | 849 621   | 48,97 | 11 |  |  |
|                            | Fratelli d'Italia                   | 78 139    | 4,50  | 1  | 849 621   | 48,97 | 11 |  |  |
|                            | Noi con l'Italia – UDC              | 23 483    | 1,35  | –  | 849 621   | 48,97 | 11 |  |  |
|                            | Movimento 5 Stelle                  | 415 021   | 23,92 | 5  | 415 021   | 23,92 | –  |  |  |
|                            | Partito Democratico                 | 281 893   | 16,25 | 4  | 342 392   | 19,73 | –  |  |  |
|                            | +Europa                             | 46 275    | 2,67  | –  | 342 392   | 19,73 | –  |  |  |
|                            | Italia Europa Insieme               | 7 432     | 0,43  | –  | 342 392   | 19,73 | –  |  |  |
|                            | Civica Popolare                     | 6 792     | 0,39  | –  | 342 392   | 19,73 | –  |  |  |
|                            | Liberi e Uguali                     | 44 661    | 2,57  | –  | 44 661    | 2,57  | –  |  |  |
|                            | Il Popolo della Famiglia            | 19 790    | 1,14  | –  | 19 790    | 1,14  | –  |  |  |
|                            | CasaPound                           | 19 613    | 1,13  | –  | 19 613    | 1,13  | –  |  |  |
|                            | Italia agli Italiani (FN - FT)      | 13 165    | 0,76  | –  | 13 165    | 0,76  | –  |  |  |
|                            | Potere al Popolo!                   | 11 210    | 0,65  | –  | 11 210    | 0,65  | –  |  |  |
|                            | Grande Nord                         | 6 848     | 0,39  | –  | 6 848     | 0,39  | –  |  |  |
|                            | 10 Volte Meglio                     | 6 636     | 0,38  | –  | 6 636     | 0,38  | –  |  |  |
|                            | Partito Valore Umano                | 4 268     | 0,25  | –  | 4 268     | 0,25  | –  |  |  |
|                            | Partito Repubblicano Italiano – ALA | 1 828     | 0,11  | –  | 1 828     | 0,11  | –  |  |  |
| Totale                     | Totale                              | 1 735 053 | 100   | 19 | 1 735 053 | 100   | 11 |  |  |
|                            |                                     |           |       |    |           |       |    |  |  |
| Schede bianche             | Schede bianche                      | 16 908    | 0,95  |    |           |       |    |  |  |
| Schede nulle               | Schede nulle                        | 29 316    | 1,65  |    |           |       |    |  |  |
| Votanti                    | Votanti                             | 1 781 277 | 79,19 |    |           |       |    |  |  |
| Elettori                   | Elettori                            | 2 249 296 |       |    |           |       |    |  |  |
|                            |                                     |           |       |    |           |       |    |  |  |
| Fonte: Camera dei deputati |                                     |           |       |    |           |       |    |  |  |

#### Eletti

##### Eletti nei collegi uninominali
Eletti nella coalizione di centro-destra (Lega-FI-FdI-NcI)
| Collegio uninominale      | Eletto | Eletto                 | Partito |
| ------------------------- | ------ | ---------------------- | ------- |
| 1. Rovigo                 |        | Antonietta Giacometti  | Lega    |
| 2. Padova                 |        | Arianna Lazzarini      | Lega    |
| 3. Vigonza                |        | Alberto Stefani        | Lega    |
| 4. Abano Terme            |        | Lorena Milanato        | FI      |
| 5. Vicenza                |        | Pierantonio Zanettin   | FI      |
| 6. Bassano Del Grappa     |        | Germano Racchella      | Lega    |
| 7. Schio                  |        | Maria Cristina Caretta | FdI     |
| 8. San Bonifacio          |        | Paolo Paternoster      | Lega    |
| 9. Verona                 |        | Vito Comencini         | Lega    |
| 10. Legnago               |        | Piergiorgio Cortelazzo | FI      |
| 11. Villafranca di Verona |        | Davide Bendinelli      | FI      |

1. ↑  In data 20.12.2020 aderisce a Italia Viva

##### Eletti proporzionale
| Collegio plurinominale | Lega                                              | M5S                                       | Partito Democratico                    | Forza Italia   | Fratelli d'Italia |
| ---------------------- | ------------------------------------------------- | ----------------------------------------- | -------------------------------------- | -------------- | ----------------- |
| Collegio plurinominale |                                                   |                                           |                                        |                |                   |
| Veneto 2 - 01          | - Massimo Bitonci - Adolfo Zordan                 | - Silvia Benedetti - Raphael Raduzzi      | - Alessandro Zan                       | - Roberto Caon | -                 |
| Veneto 2 - 02          | - Silvia Covolo - Erik Umberto Pretto             | - Sara Cunial                             | - Lucia Annibali                       | -              | -                 |
| Veneto 2 - 03          | - Lorenzo Fontana - Vania Valbusa - Roberto Turri | - Francesca Businarolo - Mattia Fantinati | - Gian Pietro Dal Moro - Diego Zardini | - Marco Marin  | - Ciro Maschio    |

1. ↑  Aderisce al gruppo misto, non iscritti; in data 20.04.2018 alla componente «MAIE-Movimento Associativo Italiani all'Estero-Sogno Italia»; in data 18.02.2019 torna nei non iscritti; in data 18.04.2019 aderisce alla componente «Cambiamo!-10 Volte Meglio»; in data 17.12.2019 torna nei non iscritti; in data 08.02.2022 aderisce alla componente «Manifesta, Potere al Popolo, Partito della Rifondazione Comunista - Sinistra Europea».
2. ↑  In data 19.02.2021 aderisce al gruppo misto, non iscritti; in data 17.11.2021 alla componente «Alternativa».
3. ↑  In data 25.07.2022 aderisce al gruppo misto, non iscritti.
4. ↑  In data 17.04.2019 aderisce al gruppo misto, non iscritti (Sara Cunial espulsa dal gruppo M5S).
5. ↑  In data 19.09.2019 aderisce al gruppo Italia Viva.
6. ↑  In data 21.06.2022 aderisce al gruppo Insieme per il Futuro.
7. ↑  In data 27.05.2021 aderisce al gruppo Coraggio Italia; in data 23.06.2022 al gruppo misto, non iscritti; in data 28.06.2022 aderisce alla componente «Vinciamo Italia-Italia al Centro con Toti».

### XIX legislatura

#### Risultati elettorali
|                               | Fratelli d'Italia                                       | 510 254   | 33,14 | 4  | 876 618   | 56,93 | 7 |  |  |
|                               | Lega per Salvini Premier                                | 224 845   | 14,60 | 2  | 876 618   | 56,93 | 7 |  |  |
|                               | Forza Italia                                            | 114 170   | 7,41  | 1  | 876 618   | 56,93 | 7 |  |  |
|                               | Noi Moderati                                            | 27 349    | 1,78  | –  | 876 618   | 56,93 | 7 |  |  |
|                               | Partito Democratico - Italia Democratica e Progressista | 246 071   | 15,98 | 2  | 346 332   | 22,49 | – |  |  |
|                               | Alleanza Verdi e Sinistra                               | 48 833    | 3,17  | 1  | 346 332   | 22,49 | – |  |  |
|                               | +Europa                                                 | 46 358    | 3,01  | –  | 346 332   | 22,49 | – |  |  |
|                               | Impegno Civico – Centro Democratico                     | 5 070     | 0,33  | –  | 346 332   | 22,49 | – |  |  |
|                               | Azione - Italia Viva                                    | 132 290   | 8,59  | 1  | 132 290   | 8,59  | – |  |  |
|                               | Movimento 5 Stelle                                      | 87 736    | 5,70  | 1  | 87 736    | 5,70  | – |  |  |
|                               | Italexit                                                | 38 638    | 2,51  | –  | 38 638    | 2,51  | – |  |  |
|                               | Vita                                                    | 27 069    | 1,76  | –  | 27 069    | 1,76  | – |  |  |
|                               | Italia Sovrana e Popolare                               | 16 459    | 1,07  | –  | 16 459    | 1,07  | – |  |  |
|                               | Unione Popolare                                         | 14 705    | 0,95  | –  | 14 705    | 0,95  | – |  |  |
| Totale                        | Totale                                                  | 1 539 847 | 100   | 12 | 1 539 847 | 100   | 7 |  |  |
|                               |                                                         |           |       |    |           |       |   |  |  |
| Schede bianche                | Schede bianche                                          | 20 178    | 1,26  |    |           |       |   |  |  |
| Schede nulle                  | Schede nulle                                            | 40 317    | 2,52  |    |           |       |   |  |  |
| Votanti                       | Votanti                                                 | 1 600 342 | 71,20 |    |           |       |   |  |  |
| Elettori                      | Elettori                                                | 2 247 540 |       |    |           |       |   |  |  |
|                               |                                                         |           |       |    |           |       |   |  |  |
| Data: 25 settembre 2022       |                                                         |           |       |    |           |       |   |  |  |
| Fonte: Ministero dell'interno |                                                         |           |       |    |           |       |   |  |  |

#### Eletti

##### Eletti nei collegi uninominali
Eletti nella coalizione di coalizione di centro-destra (FdI - LSP - FI - NM)
| Collegio uninominale       | Eletto | Eletto                 | Partito |
| -------------------------- | ------ | ---------------------- | ------- |
| 01 - Rovigo                |        | Alberto Stefani        | LSP     |
| 02 - Selvazzano Dentro     |        | Massimo Bitonci        | LSP     |
| 03 - Padova                |        | Elisabetta Gardini     | FdI     |
| 04 - Bassano del Grappa    |        | Silvio Giovine         | FdI     |
| 05 - Vicenza               |        | Maria Cristina Caretta | FdI     |
| 06 - Verona                |        | Lorenzo Fontana        | LSP     |
| 07 - Villafranca di Verona |        | Ciro Maschio           | FdI     |

##### Eletti nei collegi plurinominali
| Collegio plurinominale | Fratelli d'Italia                     | Partito Democratico-IDP | Lega per Salvini Premier | Azione - Italia Viva | Forza Italia  | Movimento 5 Stelle   | Alleanza Verdi e Sinistra |
| ---------------------- | ------------------------------------- | ----------------------- | ------------------------ | -------------------- | ------------- | -------------------- | ------------------------- |
| Collegio plurinominale |                                       |                         |                          |                      |               |                      |                           |
| Veneto 2 - 01          | - Gianmarco Mazzi                     | - Alessandro Zan        | - Arianna Lazzarini      | -                    | -             | - Enrico Cappelletti | -                         |
| Veneto 2 - 02          | - Alessandro Urzì                     | - Enrico Letta          | - Erik Umberto Pretto    | - Elena Bonetti      | -             | -                    | - Luana Zanella           |
| Veneto 2 - 03          | - Maddalena Morgante - Marco Padovani | -                       | -                        | -                    | - Flavio Tosi | -                    | -                         |

1. ↑  Dimissionario in data 09.07.2024 (incompatibile con la carica di europarlamentare). Lo stesso giorno gli subentra Nadia Romeo.
2. ↑  Dimissionario in data 20.12.2024. Lo stesso giorno gli subentra Rosanna Filippin.
3. ↑  Dimissionario in data 09.07.2024 (incompatibile con la carica di europarlamentare). Lo stesso giorno gli subentra Maria Paola Boscaini.